# ブライアン・バートン
ブライアン・デオン・バートン（Brian Deon Barton , 1982年4月25日 - ）は、アメリカ合衆国・カリフォルニア州ロサンゼルス出身のプロ野球選手(外野手)。右投右打。現在は、アトランティックリーグのシュガーランド・スキーターズに所属している。

## 経歴

### プロ入り前

#### 高校時代
地元のウェストチェスター高等学校に通う。
1997年に打率.407でチームのMVPとなった。
2000年には、カンファレンスで優勝し、MVPにもなった。同年のMLBドラフトでロサンゼルス・ドジャースから38巡目（全体1137位）で指名されるも、契約せずロヨラ・メリーマウント大学へ進学した。

#### 大学時代
大学1年目の2001年は、不振に喘いだ。同年にマイアミ大学へ編入した。
2002年は、プレーする事は無かった。
2003年に復帰した。この年は、打率.330・7本塁打・54打点を記録した。この年のメンズ・カレッジ・ワールドシリーズにも出場した。
2004年は、57試合に出場しトップタイの打率.371を記録した。

### プロ入りとインディアンス時代
ドラフト指名される事はなく、2004年8月13日にクリーブランド・インディアンスと契約を結んだ。
2005年にプロデビューした。この年は、傘下のA級レイクカウンティ・キャプテンズで開幕を迎えた。ここでは、35試合に出場し、打率.414・4本塁打・32打点を記録した。その後、A+級キンストン・インディアンスへ昇格した。ここでは、63試合に出場し、打率.274・3本塁打・32打点を記録した。
2006年は、A+級キンストンで開幕を迎えた。ここでは、82試合に出場し、打率.308・13本塁打・57打点を記録した。その後、AA級アクロン・エアロズへ昇格した。ここでは、42試合に出場し、打率.351・6本塁打・26打点を記録した。
2007年は、AA級アクロンで開幕を迎えた。ここでは、106試合に出場で打率.314・9本塁打・59打点を記録し、イースタンリーグのオールスターゲームに選出された。その後、AAA級バッファロー・バイソンズに昇格した。ここでは、25試合の出場で、打率.264・1本塁打・7打点を記録した。9月には膝の手術を受けた。オフに40人枠に登録されなかったためにルール・ファイブ・ドラフトで獲得検証する球団が現れた。

### カージナルス時代
2007年のルール・ファイブ・ドラフトでセントルイス・カージナルスに指名されて移籍した。
2008年は、メジャーの開幕ロースターに登録されてメジャーで開幕を迎えた。4月1日のコロラド・ロッキーズ戦でメジャーデビューを果たした。5月27日のヒューストン・アストロズ戦で、ショーン・チャコーンからメジャー初本塁打を記録した。この年は、傘下のAAA級メンフィス・レッドバーズでは、19試合に出場し、打率.260・3本塁打・11打点を記録した。メジャーでは、82試合に出場し、打率.286を記録した。
2009年は、開幕をAAA級メンフィスで迎えた。ここでは、10試合に出場し、打率.107・0本塁打・1打点を記録した。

### ブレーブス時代
2009年4月20日にブレイン・ボイヤーとのトレードでアトランタ・ブレーブスへ移籍した。傘下のAAA級グウィネット・ブレーブスへ配属された。ここでは、114試合に出場し、打率.266・7本塁打・46打点を記録した。メジャーでは、1試合の出場だった。

### ニューアーク・ベアーズ時代
2009年12月18日にドジャースとマイナー契約を結んだ。スプリングトレーニングには、招待選手として出場した。
2010年3月31日にスプリングトレーニングで成績不振だったため、解雇された。その後、アトランティックリーグのニューアーク・ベアーズと契約を結んだ。ここでは、77試合に出場し、打率.375・16本塁打・65打点を記録した。その後、退団した。

### ブリッジポート・ブルーフィッシュ時代
2010年シーズン途中に同リーグのブリッジポート・ブルーフィッシュへ移籍した。ここでは、25試合に出場し、打率.264・3本塁打・7打点を記録した。

### レッズ傘下時代
2011年は、シンシナティ・レッズとマイナー契約を結んだ。傘下AAAのルイビル・バッツで19試合に出場し、打率.178・1本塁打・7打点を記録した。その後、退団した。

### サザンメリーランド・ブルークラブス時代
2011年シーズン途中にアトランティックリーグのサザンメリーランド・ブルークラブスと契約を結んだ。ここでは、87試合に出場し、打率.304・12本塁打・42打点を記録した。

### メキシカンリーグ時代
2012年は、リーガ・メヒカーナ・デ・ベイスボルのカンペチェ・パイレーツと契約を結んだ。ここでは、23試合に出場し、打率.247、1本塁打、17打点を記録した。その後、退団した。

### サザンメリーランド・ブルークラブス復帰
2012年シーズン途中に前年在籍していたアトランティックリーグのサザンメリーランド・ブルークラブスと契約を結んだ。ここでは、130試合に出場し、打率.304、8本塁打、60打点を記録した。
2013年は、97試合に出場し、打率.262、4本塁打、打点37を記録した。
2014年は、30試合に出場し、打率.131、2本塁打、7打点を記録した。

### シュガーランド・スキーターズ時代
2014年6月2日に同リーグのシュガーランド・スキーターズへ移籍した。移籍後は、68試合に出場し、打率294、本塁打2、打点37を記録した。

## 詳細情報

### 年度別打撃成績
| 年 度    | 球 団    | 試 合 | 打 席 | 打 数 | 得 点 | 安 打 | 二 塁 打 | 三 塁 打 | 本 塁 打 | 塁 打 | 打 点 | 盗 塁 | 盗 塁 死 | 犠 打 | 犠 飛 | 四 球 | 敬 遠 | 死 球 | 三 振 | 併 殺 打 | 打 率 | 出 塁 率 | 長 打 率 | O P S |
| -------- | -------- | ----- | ----- | ----- | ----- | ----- | -------- | -------- | -------- | ----- | ----- | ----- | -------- | ----- | ----- | ----- | ----- | ----- | ----- | -------- | ----- | -------- | -------- | ----- |
| 2008     | STL      | 82    | 179   | 153   | 23    | 41    | 9        | 2        | 2        | 60    | 13    | 3     | 1        | 4     | 1     | 19    | 0     | 2     | 39    | 5        | .268  | .354     | .392     | .746  |
| 2009     | ATL      | 1     | 0     | 0     | 0     | 0     | 0        | 0        | 0        | 0     | 0     | 0     | 1        | 0     | 0     | 0     | 0     | 0     | 0     | 0        | ----  | ----     | ----     | ----  |
| MLB：2年 | MLB：2年 | 83    | 179   | 153   | 23    | 41    | 9        | 2        | 2        | 60    | 13    | 3     | 2        | 4     | 1     | 19    | 0     | 2     | 39    | 5        | .268  | .354     | .392     | .746  |

### 背番号
- 54 (2008年)
- 26 (2009年)